# Юшкова Валентина Іринархівна
Юшко́ва Валенти́на Ірина́рхівна (*5 лютого 1918, село Залана, Омутнинський район — †21 березня 1988, місто Іжевськ) — радіожурналіст, публіцист, Заслужений працівник культури Удмуртської АРСР (1977), Почесний радист СРСР (1968).
Працювала інструктором Удмуртського ОК ВЛКСМ, редактором мовлення для дітей Удмуртського радіо, редактором Кулігинської районної газети «Нове життя». В 1943—1949 роках була інструктором ОК ВКП(б). В 1949—1958 роках — голова Комітету з радіомовлення при Раді Міністрів Удмуртської АРСР, в 1958—1973 роках — заступник голови Комітету з телебачення та радіомовлення.
Автор документальних радіопостановок та радіонарисів, в тому числі «Надія Дурова», «Перші радіоінженери Удмуртії», «По дорогах і весям». Будучи керівником колективу радіо, організувала школу молодого журналіста. Завдяки її зусиллям в 1955 році був відновлений після розформування в 1953 році хор радіо, який нині називається Академічна хорова капела ДТРК «Удмуртія».